# قصر دار الحرة
دار الحرة (بالإسبانية: Dar al-Horra)‏ هو قصر نصري يقع في غرناطة، وشيده في القرن الخامس عشر السلطان أبو الحسن علي بن سعد لزوجته عائشة الحرة المطرودة من قصر الحمراء.
بعد سقوط الأندلس، قامت إيزابيلا الأولى ملكة قشتالة بإضافة دير للراهبات في حديقة القصر.

## الصور

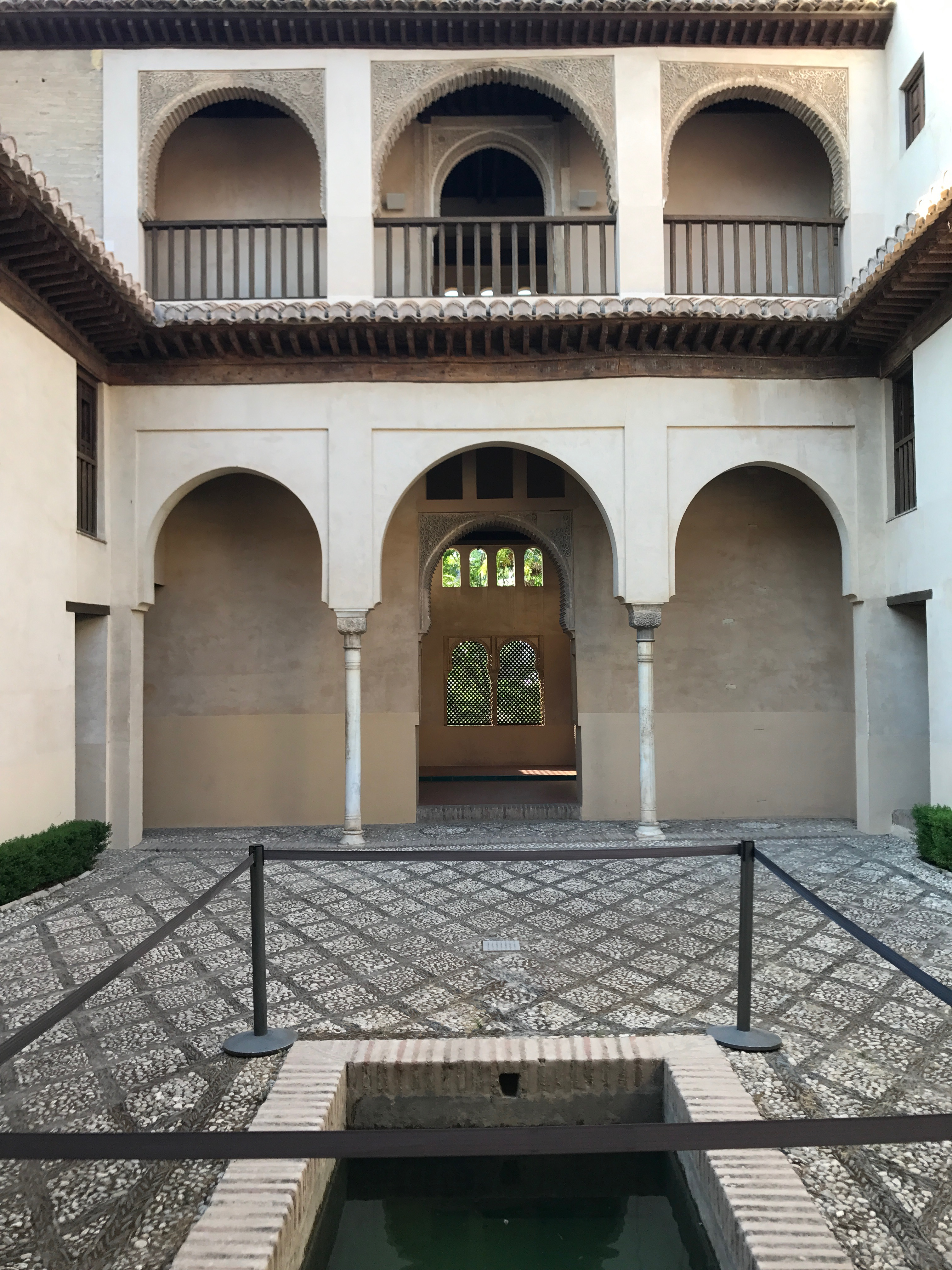
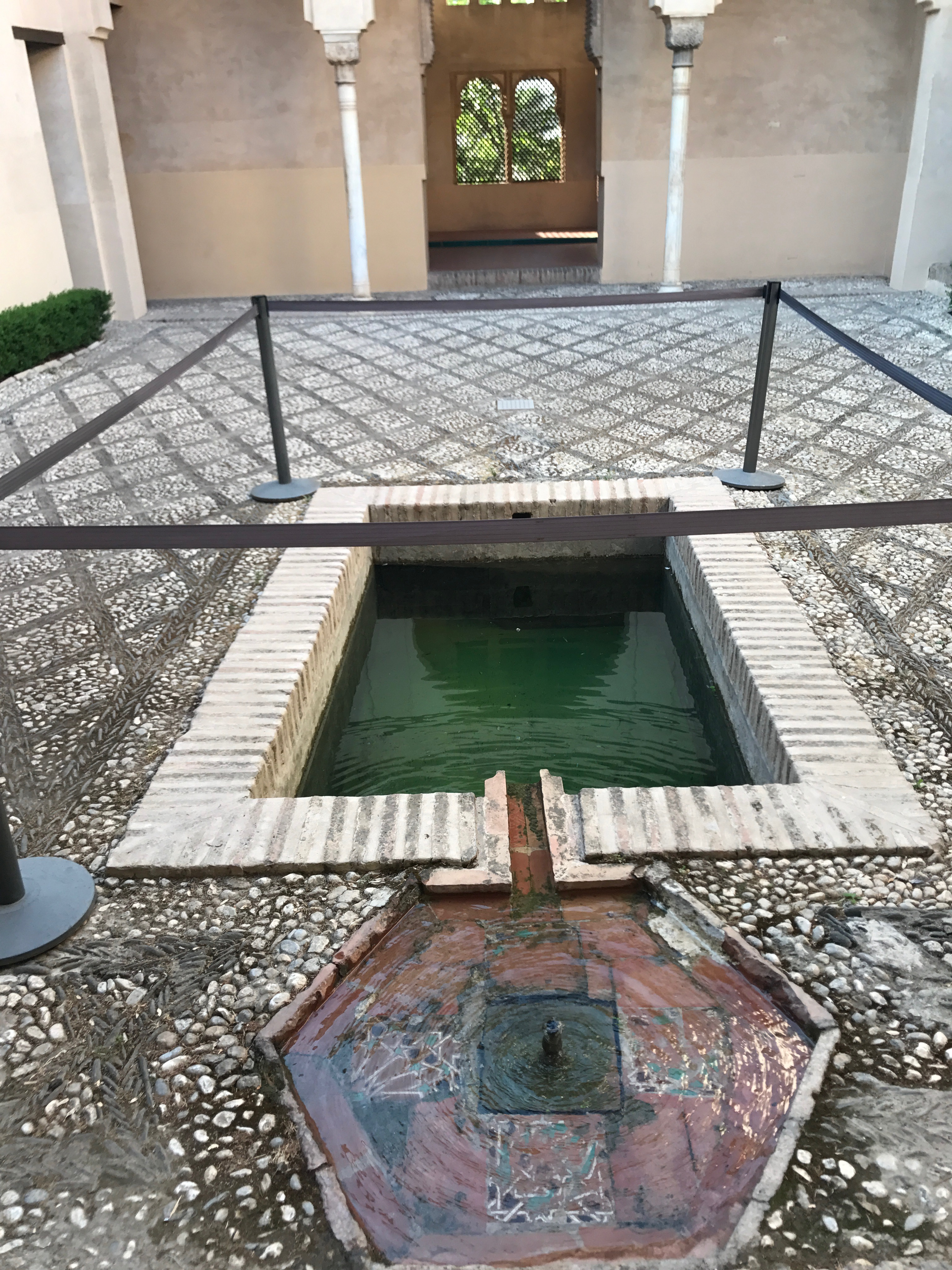
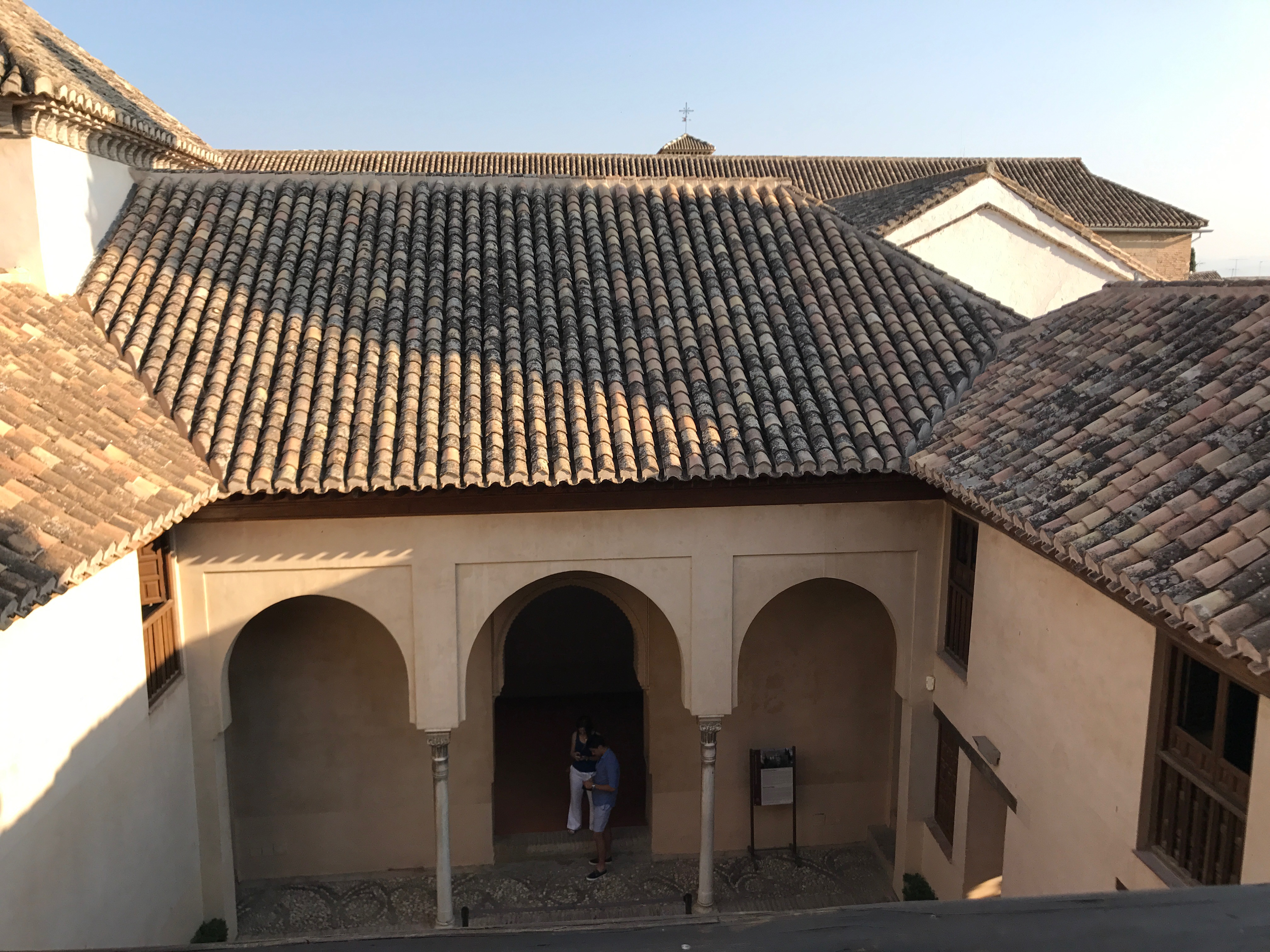
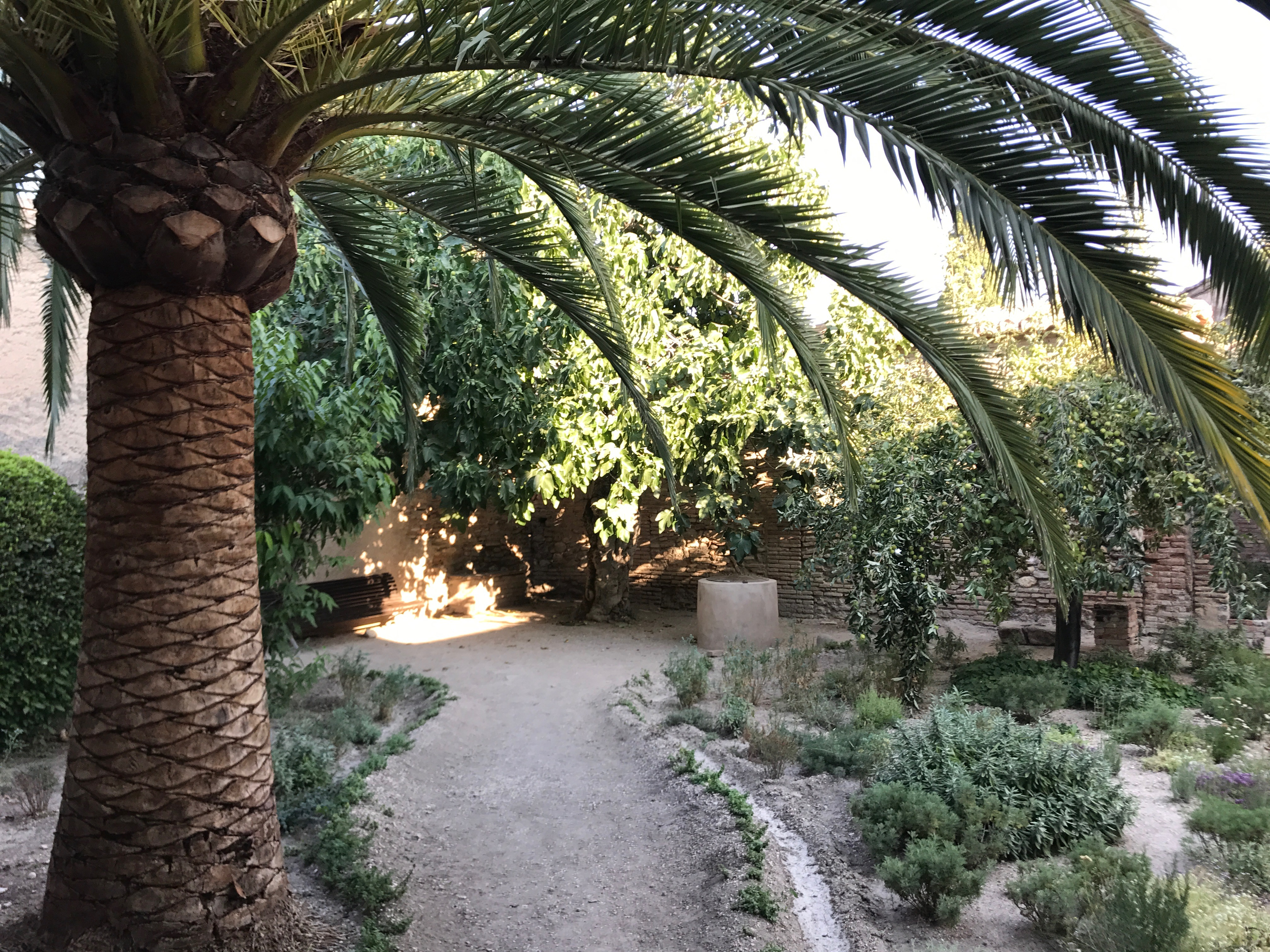
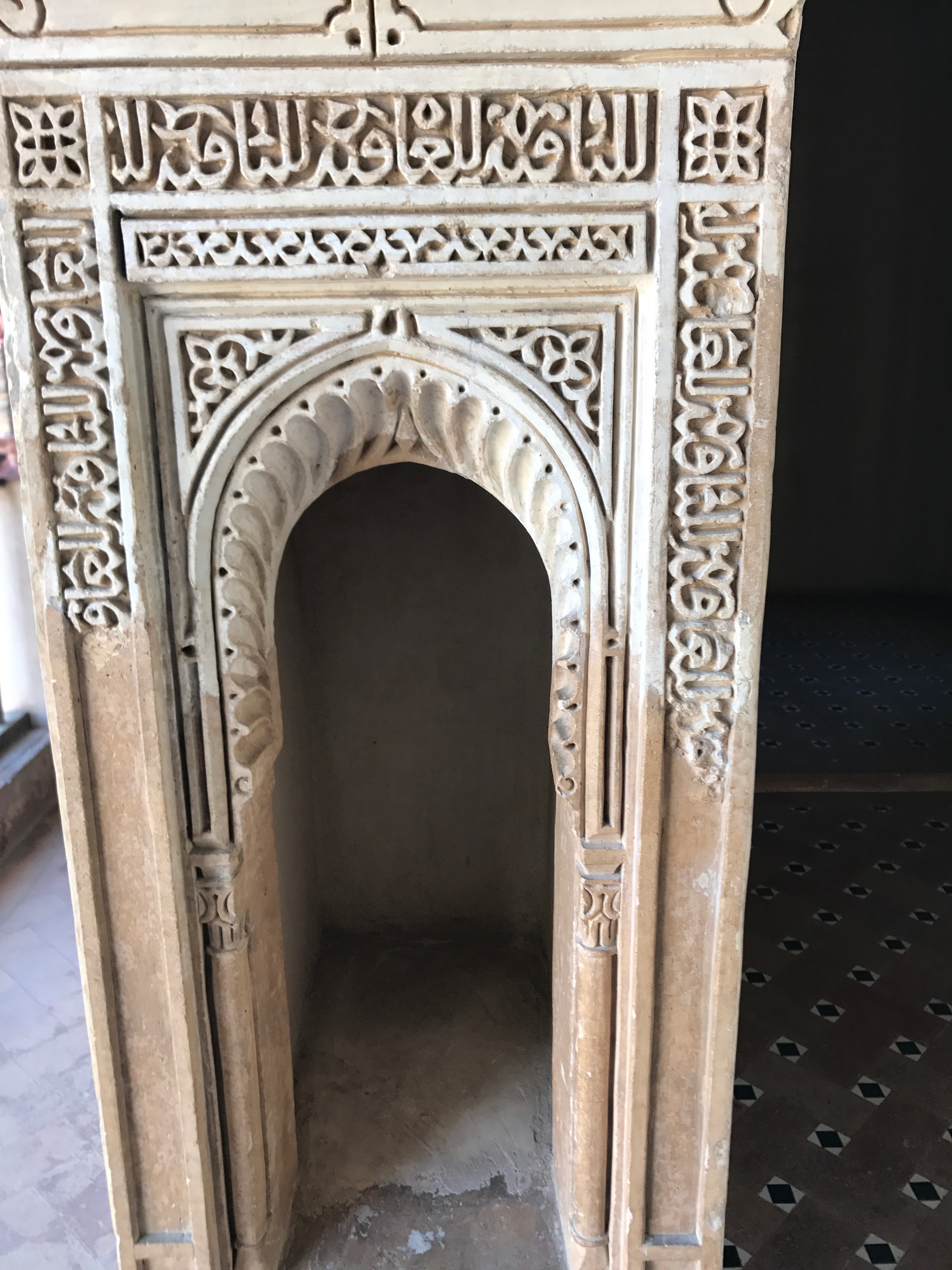
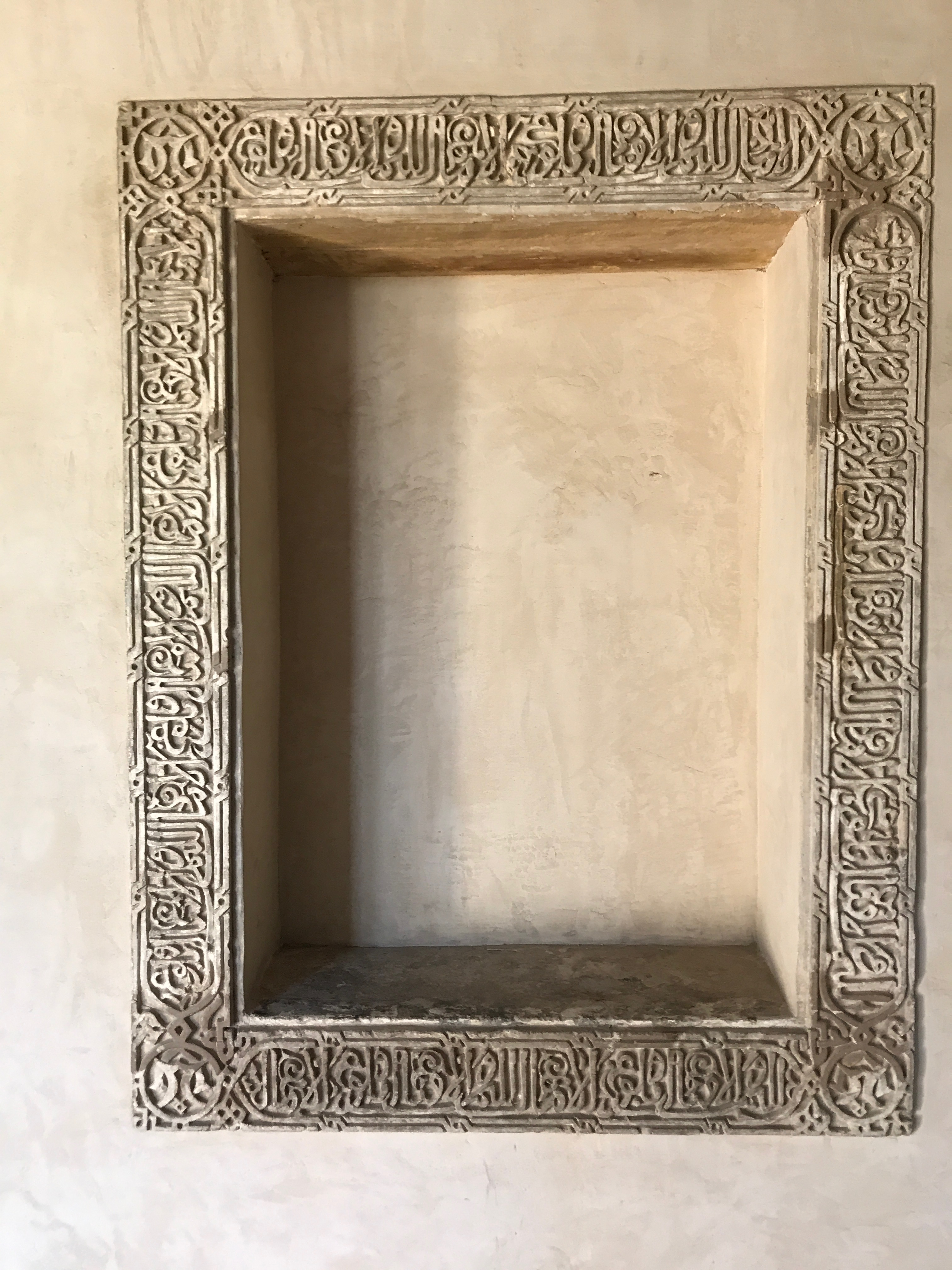
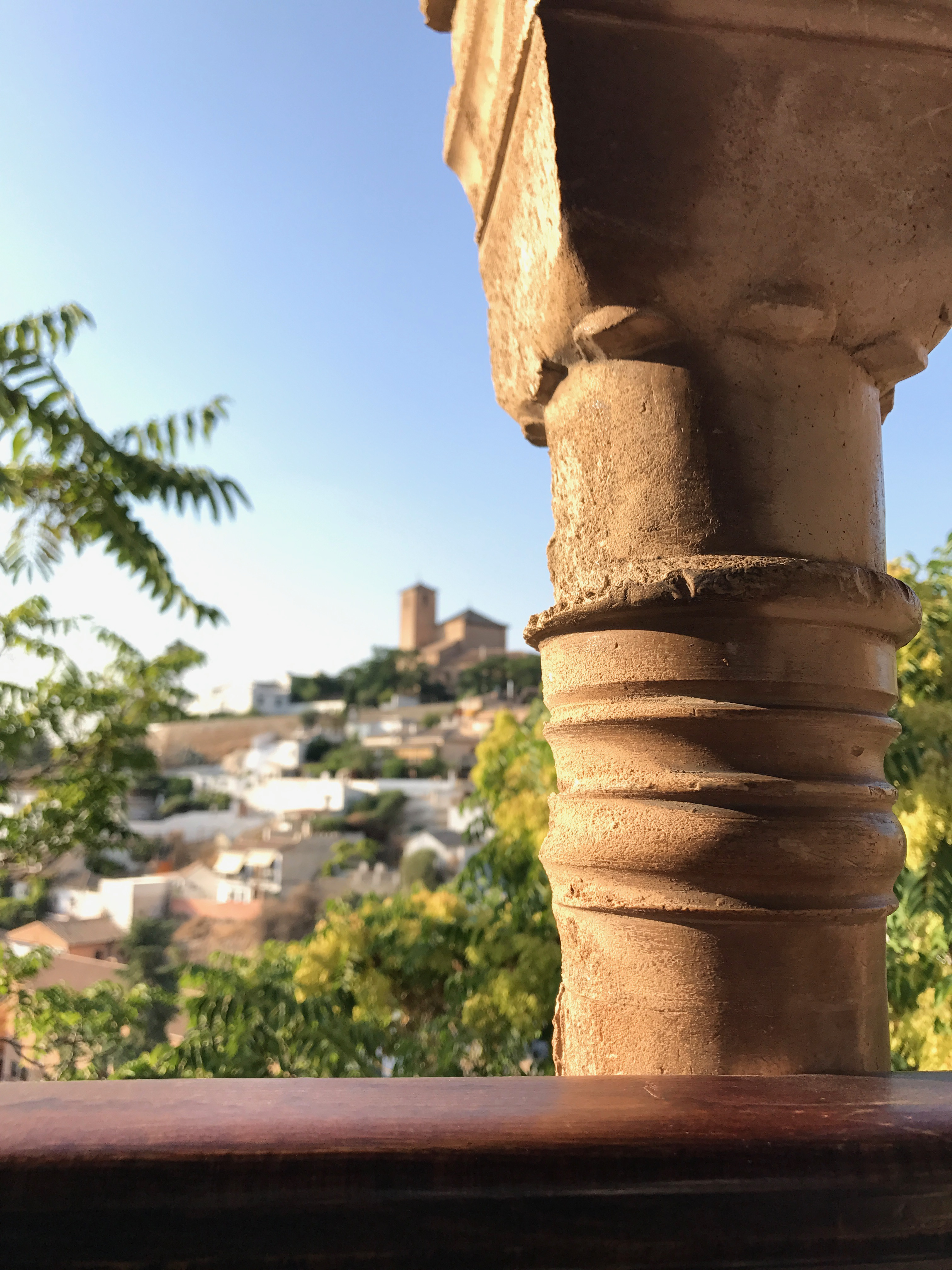
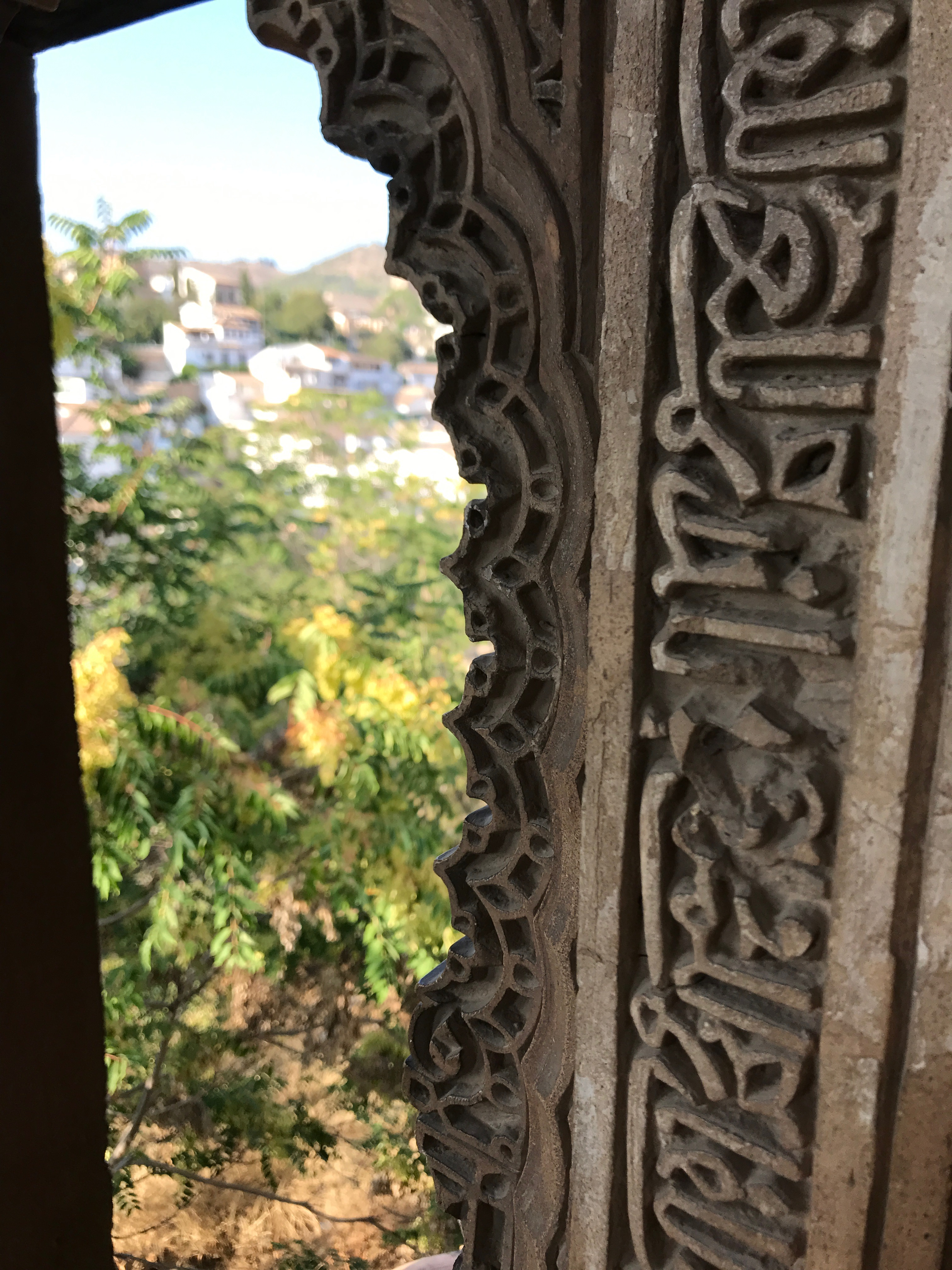

## مقالات ذات صلة
- بنو نصر
- الأندلس